# Bagnara Calabra
Bagnara Calabra és un comune (municipi) de la Ciutat metropolitana de Reggio de Calàbria, a la regió italiana de Calàbria, situat a uns 100 km al sud-oest de Catanzaro i a uns 25 km al nord-est de Reggio de Calàbria. A 1 de gener de 2019 la seva població era de 9.979 habitants.
Bagnara Calabra limita amb els municipis següents: Sant'Eufemia d'Aspromonte, Seminara, Melicuccà i Scilla.